# 甲状腺炎
甲状腺炎（こうじょうせんえん）は甲状腺が何らかの原因によって炎症を示した状態を指す。しばしば、甲状腺機能亢進症または甲状腺機能低下症を呈する。
内分泌疾患の一つ。

## 含まれる疾患
- 亜急性甲状腺炎
- 慢性甲状腺炎（橋本病）
- 無痛性甲状腺炎

等
他に
- 急性化膿性甲状腺炎（但し、甲状腺機能の異常は呈さないため、厳密には甲状腺炎には含まれない）